# Ajinomoto
Az Ajinomoto (japánul: 味の素株式会社; Ajinomoto Kabushiki gaisha) egy japán élelmiszeripari vállalat, amely ízesítőket, főzőolajokat, fagyasztott ételeket, italokat, édesítőszereket, aminosavakat és gyógyszereket gyárt.
Az AJI-NO-MOTO (味の素, az íz lényege) a cég eredeti mononátrium-glutamát termékének kereskedelmi neve.
A cég székhelye Tokióban, Csúóban található.